# توني أيالا جونيور
توني أيالا جونيور (بالإنجليزية: Tony Ayala, Jr.)‏ مواليد 13 فبراير 1963 في سان أنطونيو، الولايات المتحدة - الوفاة 12 مايو 2015 في سان أنطونيو، كان ملاكم أمريكي سابق صنّف ضمن فئة الوزن المتوسط.

## إحصائيات
خاض خلال مسيرته 33 نزالا، فاز في 31 ولم يتعادل وخسر في 2. فاز بالضربة القاضية في 27 نزالا.

## روابط خارجية
- توني أيالا جونيور على موقع بوكس ريك (الإنجليزية) (registration required)